# 2007년 한국프로야구 골든글러브
2007년 대한민국 프로 야구 골든글러브 시상식은 2007년 12월 11일 서울 삼성동 코엑스 오디토리엄에서 열렸다.
지난해 단 한 명의 골든글러브 수상자를 배출하지 못한 두산 베어스가 4명의 수상자를 내어 올해 최다 수상 구단이 되었다. 두산 베어스의 중견수 이종욱 (야구인)은 350표로 최다 득표로 외야수 부문 1위 수상을 확정지었다. 여덟 번째 골든글러브를 낀 삼성 라이온즈의 양준혁은 역대 최고령 수상자 및 한대화와 더불어 역대 최다 수상자가 되었다. 두산 베어스의 강세에 밀린 한화 이글스와 KIA 타이거즈, 현대 유니콘스는 단 1명의 골든글러브 수상자도 내지 못했다.

## 부문별 수상자
전체투표수 : 397표
| 부문     | 이름                 | 소속                                | 득표수                                    | 여타 후보 |
| -------- | -------------------- | ----------------------------------- | ----------------------------------------- | --- |
| 투수     | 다니엘 리오스        | 두산 베어스                         | 320표 (80.6%)                             | 류현진(51), 오승환(16), 우규민 (8), 류택현 (2)                                                                      |
| 포수     | 박경완               | SK 와이번스                         | 191표 (48.1%)                             | 조인성(159), 진갑용(31), 강민호(16)                                                                                 |
| 1루수    | 이대호               | 롯데 자이언츠                       | 281표 (70.8%)                             | 이호준 (52), 장성호(23), 김태균(17), 안경현(16), 최동수(8)                                                          |
| 2루수    | 고영민               | 두산 베어스                         | 336표 (84.6%)                             | 이종열(50), 김일경(6), 신명철(5)                                                                                    |
| 3루수    | 김동주               | 두산 베어스                         | 171표 (43.1%)                             | 이현곤(159), 이범호(26), 정성훈(19), 최정(14), 정보명(8)                                                            |
| 유격수   | 박진만               | 삼성 라이온즈                       | 218표 (54.9%)                             | 정근우(136), 김민재(26) 권용관(10), 이원석(7)                                                                       |
| 외야수   | 이종욱 심정수 이대형 | 두산 베어스 삼성 라이온즈 LG 트윈스 | 350표 (88.2%) 220표 (55.4%) 208표 (52.4%) | 이택근(189), 박재홍(56), 전준호 (37) 박용택(33), 송지만(26), 이용규(23) 박한이(20), 정수근(18) 김주찬(6), 발데스(5) |
| 지명타자 | 양준혁               | 삼성 라이온즈                       | 343표 (86.4%)                             | 브룸바(28), 크루즈 (26)                                                                                             |

## 같이 보기
- 대한민국의 프로 야구
- 대한민국의 골든글러브상